# It May Be Winter Outside (But in My Heart It's Spring)
"It May Be Winter Outside (But in My Heart It's Spring)" is een nummer dat mede is geschreven door de songwriters en platenproducenten Barry White en Paul Politi. Het werd een bescheiden hit voor de Amerikaanse zanger Felice Taylor in 1967 en bereikte begin 1967 nummer 42 in de Billboard Hot 100 en nummer 44 in de R&B-hitlijst.

## Covers
Het nummer werd in 1973 gecoverd door Love Unlimited en in 2012 door Steps.